# Thaumatogelis vulpinus
Thaumatogelis vulpinus är en stekelart som först beskrevs av Johann Ludwig Christian Gravenhorst 1815.  Thaumatogelis vulpinus ingår i släktet Thaumatogelis och familjen brokparasitsteklar. Arten är reproducerande i Sverige. Inga underarter finns listade i Catalogue of Life.